# Fritz Röck
Friedrich (Fritz) Röck (* 14. Juli 1879 in Imst, Tirol; † 11. November 1953 in Linz) war ein österreichischer Ethnologe, Altorientalist und Altamerikanist. Er war der erste Direktor des Museums für Völkerkunde Wien, das er von 1928 bis 1945 leitete. Röck forschte vor allem zu Zahl- und Kalendersystemen verschiedener Kulturen, was er als „Ortungskunde“ bezeichnete.

## Herkunft und Ausbildung
Fritz Röck war ein Sohn des Lehrers Hermann Röck, der ab 1892 die Lehrerinnenbildungsanstalt Innsbruck leitete. Der Schriftsteller Karl Röck war sein jüngerer Bruder. Fritz war ein schlechter Schüler, er musste drei Klassen wiederholen. Nach dem Wehrdienst legte er erst 1904, mit fast 25 Jahren, die Matura ab. Anschließend studierte er an der Universität Innsbruck zunächst Germanistik, Anglistik und vergleichende Sprachwissenschaften, wandte sich dann der assyrischen und ägyptologischen Philologie sowie der Geschichte und Kulturgeschichte des Alten Orients zu. Mit Studien zur babylonisch-assyrischen Mythologie wurde er 1911 bei August Haffner und Thomas Friedrich zum Dr. phil. promoviert.
Röck war von der astralen Mythendeutung geprägt, die Religionen und Mythologien weltweit mit der Beobachtung astronomischer Erscheinungen zu erklären versuchte. Insbesondere stand er zunächst der Strömung des Panbabylonismus nahe, später den „Elamisten“ (um Georg Hüsing und Wolfgang Schultz), die im alten Reich Elam den Ursprung der ältesten Astralmythen und die indoiranische Gottheit Mithra als ältesten Mythengott annahmen. Sie vertraten eine „völkisch-arische“ Herangehensweise und versuchten die ursprünglichen astralen Mythen bei „arischen“ (iranischen und kaukasischen) Völkern nachzuweisen, im Gegensatz zu einem altsemitischen Ursprung. So suchte auch Röck nach Belegen für einen „arischen Orient“ und sah in den Hethitern „eine arische Herrenschicht“. Zudem war er Anhänger der Theosophie und aktives Mitglied der Theosophischen Gesellschaft. Als Brotberuf arbeitete Röck zunächst als Lehrer für Stenographie und Blindenschrift. 
1914 begann er als Volontär am Naturhistorischen Museum Wien, nach einem Monat rückte er aber als Kriegsfreiwilliger bei den k.u.k. Tiroler Kaiserjägern ein. Während des Krieges wurde er verwundet und mit der Silbernen Tapferkeitsmedaille II. Klasse ausgezeichnet. In der unmittelbaren Nachkriegszeit arbeitete er zehn Monate als Schreibkraft bei der Südbahn in Innsbruck. 1920 wurde er Assistent in der Ethnographischen Abteilung des Naturhistorischen Museums Wien unter Viktor Christian, der ebenfalls Altorientalist war. In der Ethnographischen Abteilung wurde ihm der Regionalbereich Amerika zugeteilt, weshalb er sich in der Folgezeit der altamerikanistischen Forschung zuwandte. Dieses Fach eignete er sich als Autodidakt an.
Auf Grundlage seiner Schrift Kalender, Sternglaube und Weltbilder der Tolteken als Zeugen verschollener Kulturbeziehungen zur Alten Welt (1922) wurde Röck 1924 in Wien habilitiert, obwohl ein externes Gutachten des Berliner Altamerikanisten Walter Lehmann (in Wien war das Fach zu dieser Zeit nicht vertreten) vernichtend ausfiel. Dass die Philosophische Fakultät ihm die Venia legendi für „Ethnologie mit besonderer Berücksichtigung der amerikanischen Sprachen- und Altertumskunde“ verlieh, beruhte dem Wissenschaftshistoriker Peter Rohrbacher zufolge weniger auf Röcks fachlicher Stärke als auf persönlichen und deutschnationalen Verbindungen. Ab 1924 ist er als Mitglied des deutschnationalen und völkisch-antisemitischen Deutschen Klubs verzeichnet.

## Leitung des Völkerkundemuseums, Ortungskunde und Entzifferung
Im Jahr darauf wurde er zum Privatdozenten an der Universität Wien ernannt und er übernahm als Nachfolger Viktor Christians die Leitung der Ethnographischen Abteilung des Naturhistorischen Museums. Als diese 1928 als Museum für Völkerkunde selbstständig wurde, übernahm Röck das Amt des Direktors. 1931 erhielt er den Titel eines außerordentlichen Professors. Mit der am Institut für Völkerkunde dominierenden „Wiener Schule“ der Kulturkreislehre um die Patres Wilhelm Schmidt und Wilhelm Koppers verband ihn allerdings wenig. Ab Ende der 1920er Jahre entwickelte Röck eine eigene Forschungsmethode, die er anfangs „kulturhistorische“, später „vergleichende“ oder auch „ethnohistorische Ortungskunde“ nannte. Den Begriff der „Ortung“ übernahm er von dem Kartographen Karl Peucker, Röck verstand darunter „die Orientierung in Raum und Zeit“. Anhand der planmäßigen Erforschung von Zahl- und Kalendersystemen versuchte er Kulturkreise, Zusammenhänge zwischen verschiedenen Kulturen und auch eine exakte zeitliche Kulturschichtenabfolge herzustellen.
Ab Anfang der 1930er-Jahre engagierte sich Röck im Kreis der von Hüsing begründeten „Deutschen Bildung“. In diesem Rahmen versuchte er mit seiner Methode der „Ortungskunde“ auch im prähistorischen Alteuropa „arische“ Mondkalendersysteme nachzuweisen. Das Hakenkreuz deutete er in einem Aufsatz 1935 als „Ortungszeichen“ des Raumes und der Zeit: während das linksläufige Hakenkreuz ein Ortungsbild der wechselnden Mondphasen darstelle, repräsentiere das rechtsläufige Hakenkreuz die Sonnenstände. Zudem entzifferte er das Symbol nach einer Runentafel Agrippa von Nettesheims, nach der die rechtsgewinkelte Swastika dem Zahlenwert ‚1881‘, die linksgewinkelte ‚8118‘ entspreche. Mit den Zahlencodes der in Österreich illegalen Nationalsozialisten (88=„Heil Hitler“) hatte Röcks okkulte Erklärung allerdings nichts zu tun.
1936 veröffentlichte Röck eine Entzifferung der altmexikanischen Bilderhandschrift Codex Vindobonensis Mexicanus 1. Seine Interpretation, dass darin präzise astronomische Kalenderdaten – etwa die Umlaufzeiten der Planeten Venus, Mars, Merkur, Jupiter und Saturn – „getarnt“ seien, stieß großenteils auf Ablehnung. Während sich allein der (auf Ozeanien spezialisierte) Ethnologe Georg Thilenius positiv äußerte, wiesen die Altamerikanisten Konrad Theodor Preuss, Paul Schellhas, Walter Lehmann, Robert Lehmann-Nitsche und Max Uhle, der Astronom Hans Ludendorff wie auch Walther Wüst, Direktor der SS-Forschungsgemeinschaft Deutsches Ahnenerbe, Röcks Deutung zurück. In der Folgezeit vergab Röck an drei nationalsozialistisch gesinnte Doktoranden (darunter Anton Plügel und Karl Anton Nowotny) Dissertationsthemen zu altmexikanischen Bilderhandschriften, die seine Entzifferungsmethode bestätigen sollten.

## NS-Zeit
Nach dem „Anschluss“ Österreichs beantragte Röck im Mai 1938 die Aufnahme in die NSDAP, wobei er angab, sich bereits zuvor in der Illegalität im nationalsozialistischen Sinne betätigt zu haben. Damit versuchte er auch den Vorwurf zu großer Nähe zu den „klerikalen“ Kräften im Institut für Völkerkunde und den Steyler Missionaren sowie eine Ersetzung als Museumsdirektor durch Hugo Bernatzik abzuwenden. Während Röck seinen Direktorenposten halten konnte, blieb er im NS-Wissenschaftsbetrieb isoliert. Das SS-„Ahnenerbe“ lehnte seine „Mondmythologie“ entschieden ab. Auch der Versuch, seine „Ortungskunde“ im Amt Rosenberg zu verankern, scheiterte. Die von 1942 bis zum Kriegsende im Völkerkundemuseum gezeigte „Kulturvergleichende Ausstellung“, die Röcks Forschungen auf dem Gebiet der Kalender- und Ortungskunde reflektierte, zusätzlich aber den Primat der „nordischen Rasse“ betonte, stieß ebenfalls auf ein verhaltenes Interesse. Im März 1944 bat Röck darum, an sowjetischen Kriegsgefangenen asiatischer Herkunft Untersuchungen vornehmen zu dürfen. Ob es zu diesen Untersuchungen kam, ist nicht dokumentiert. Möglicherweise wollte Röck mit als „kriegswichtig“ eingestufter Forschung seine im Februar 1943 aberkannte Unabkömmlichstellung (UK) zurückerlangen. Erst Januar 1945 wurde Röck rückwirkend zum 1. Januar 1941 in die NSDAP aufgenommen (Mitgliedsnummer 9.512.648).

## Nach 1945
Nach der Flucht des Lehrstuhlinhabers Hermann Baumann ins „Altreich“ während der letzten Kriegswochen und der Einnahme Wiens durch die Rote Armee ernannte der designierte Dekan Wilhelm Czermak am 24. April 1945 Röck zum stellvertretenden Leiter des Instituts für Völkerkunde. Aufgrund des Verbotsgesetzes vom 8. Mai 1945 enthob das Staatsamt für Volksaufklärung Röck wegen seiner NSDAP-Anwartschaft am 7. Juni 1945 von der Museumsleitung und ersetzte ihn durch Robert Bleichsteiner, der das Völkerkundemuseum zunächst kommissarisch, später regulär bis 1953 leitete. Eine Sonderkommission des Staatsamts unter Vorsitz des früheren Unterrichtsministers Hans Pernter, der mit Röck seit Jahren bekannt war, sprach ihn hingegen im November 1945 von jeglicher NS-Betätigung frei.
Er wurde 1946 pensioniert, wobei seine Dienstzeit ab 1938 zunächst nicht auf seine Pensionsansprüche angerechnet werden sollte. Auf Berufung Röcks und mit einem „Persilschein“ des vor antisemitischer Verfolgung geflohenen Ethnologen Robert von Heine-Geldern bekam er ab 1950 aber das volle Ruhegehalt. Zudem bekam er 1948 an der Universität Wien seine Lehrbefugnis zurück. Seine sporadischen Vorlesungen stießen jedoch auf wenig Interesse oder Verständnis. Am Museum für Völkerkunde war der ehemalige Direktor mittlerweile eine unerwünschte Person.
Röck blieb bis ins hohe Alter von seinem Entzifferungsverfahren überzeugt. Die astrale Mythenauslegung hat sich in der Altamerikanistik inzwischen als wissenschaftlicher Irrweg herausgestellt. Röcks Annahme eines hochentwickelten vorgeschichtlichen Kalenderwesen in der europäischen Bronzezeit kann hingegen durch den Fund der Goldhüte mit Kalenderfunktion und der Himmelsscheibe von Nebra als bestätigt angesehen werden.

## Veröffentlichungen (Auswahl)
- Kalender, Sternglaube und Weltbilder der Tolteken als Zeugen verschollener Kulturbeziehungen zur Alten Welt. In: Mitteilungen der Anthropologischen Gesellschaft in Wien, Band 52 (1922), S. 43–136.
- Mit Rudolf Oldenburg: Bilderatlas zur Länder- und Völkerkunde. Deutscher Verlag für Jugend und Volk, Wien 1925.
- Das Jahr von 360 Tagen und seine Gliederung. In: Wiener Beiträge zur Kulturgeschichte und Linguistik, Band 1 (1930), S. 253–288.
- Die kulturhistorische Bedeutung von Ortungsreihen und Ortungsbildern. Ein Beitrag zur vergleichenden Chronologie. In: Anthropos, Band 25, Nr. 1/2 (1930), S. 255–302.
- Führer durch die kulturvergleichende Ausstellung des Museums für Völkerkunde in Wien. Mit einem einführenden methodischen Beitrag. Museum für Völkerkunde, Wien 1942.